# Babylon Berlín
Babylon Berlín je německý historický seriál natáčený v letech 2017 až 2024 na motivy knih Volkera Kutschera, zejména románu Mokrá ryba. Odehrává se v letech 1929 až 1933 v německém Berlíně a jeho okolí.

## Příběh

### 1. série (2017)
Kriminalista Gereon Rath (Volker Bruch) je vyslán z Kolína do ústřední berlínské policie s neznámým účelem. Jeho zapojení je součástí skryté mise, má zjistit autory kompromitujících filmů a fotografií jeho otce v průběhu předvolební politické kampaně a materiály zničit. Rath se postupně zapojuje do vyšetřování speciálních případů, jako je financování komunistických buněk v Německu, ale také sledování podnikatelských aktivit Edgara Kasabiana (Mišel Matičević), zvaného „Arménec“, mimo jiné majitele věhlasného podniku Moka Ekti. Do vyšetřování se zapojuje mladá intendantka Charlotte Ritter (Liv Lisa Fries), která se postupně stává neoficiální vyšetřovatelkou případů. Vyšetřování se zkomplikuje ve chvíli, kdy se zjistí zapojení komunistických sil ze Sovětského svazu. Houslista Kardakov (Ivan Shvedoff), přípravuje převezení sovětského zlata zabaveného rodině Sorokinů Lvu Trockému, který aktuálně čeká v Istanbulu na prostředky pro naplnění své mise na svržení Stalina. Kardakovova partnerka Svetlana Sorokina (Severija Janušauskaitė) vystupuje jako dvojitá agentka – podporuje komunistickou myšlenku, zároveň ale připravuje spiknutí motivované odporem ke komunistické ideologii a zabavení zlata, které patří její rodině.
Inspektor Rath kromě série propojených případů průběžně řeší zároveň svou minulost, závislost na opiátech, vztah k tajemné ženě jménem Helga, ale také svou náklonnost k nové spolupracovnici z oddělení vražd, Charlotte Ritterové. Špionáž prostupuje jednak samotným vyšetřováním, ale také terapií samotného vyšetřovatele, Gereona Ratha. Ten bojuje také s důvěrou ve svého kolegu, vyšetřovatele a protřelého komisaře Bruna Woltera (Peter Kurth). Rath a Wolter jdou oslavit do klubu zatčení Alfreda Nyssena (Lars Eidinger), který je podezřelý z pašování smrtícího plynu fosgen pro účely podpory tajné armády. Oslava v klubu se však zvrtne a Rath musí pod vlivem opiátů a alkoholu uniknout smrtícímu nebezpečí.

### 2. série (2017)
Rath se nad ránem vrací do svého bytu, kde potkává Charlotte. Odhání ji pryč a matně si vzpomíná na potyčku s gangsterem „Svatým Josefem“. V lese nedaleko Berlína je nalezena skupina mrtvých osob, členů ruské tajné skupiny Rudá pevnost (Die Rotte Festung). Podezřelí jsou tajní policisté SSSR spojený se sovětským velvyslanectvím. Rath sestavuje vyšetřovací tým, jako svého asistenta si vybírá mladého Stefana Jänickeho (Anton von Lucke), který je zároveň špiclem vládního rady Bendy (Matthias Brandt). Ten se společně s Rathem pouští do nebezpečné hry, která má rozkrýt komplot tzv. černé říšské obrany, skupiny důstojníků, kteří se připravují na převzetí moci a státní puč. Operaci Prangertag je možné odhalit pomocí Jänickeho deníku, který je ovšem při jeho nemilosrdné vraždě ztracen. Rath podezřívá Woltera, u kterého při tajné prohlídce deník skutečně najde. Charlottina dávná kamarádka Greta Overbeck (Leonie Benesch), pracující jako služka u vládního rady Bendy, je napojena přes svého přítele Fritze na komunistickou buňku. Fritz je však nečekaně postřelen a Greta se rozhodne pomstít svému nadřízenému Bendovi. Pozdě však zjišťuje, že je podvedena. Bomba nastražená ve stole vybuchne a zabije vládního radu i s dcerou. Mezitím se v divadle chystá při příležitosti návštěvy francouzského ministra zahraničí slavnostní uvedení Třígrošové opery, která má být kulisou caristického puče. Rath se dostává do spárů Arménce a jeho doktora Schmidta, který jej pomocí sugestivní terapie přivádí k pramenům jeho utrpení, do bojů první světové války.
Závěrečná 5. série bude uvedena v roce 2025.

## Díly
| Řada | 12 | Premiéra v Německu | Premiéra v Německu | Premiéra v ČR  | Premiéra v ČR  |
| Řada | 12 | První díl          | 2022               | První díl      | Poslední díl   |
| ---- | -- | ------------------ | ------------------ | -------------- | -------------- |
| 1    | 8  | 13. října 2017     | 3. listopadu 2017  | 19. ledna 2019 | 9. února 2019  |
| 2    | 8  | 10. listopadu 2017 | 1. prosince 2017   | 16. února 2019 | 9. března 2019 |
| 3    | 12 | 24. ledna 2020     | 28. února 2020     | 4. září 2021   | bude oznámeno  |
| 4    | 12 | 8. října 2022      | bude oznámeno      | 8. října 2022  | bude oznámeno  |
| 5    | 8  | bude oznámeno      | bude oznámeno      | bude oznámeno  | bude oznámeno  |

## Obsazení
| Volker Bruch           | inspektor Gereon Rath                     |
| Liv Lisa Fries         | kriminální asistentka Charlotte Ritterová |
| Peter Kurth            | vrchní inspektor Bruno Wolter             |
| Matthias Brandt        | vládní rada August Benda                  |
| Leonie Benesch         | služka Greta Overbecková                  |
| Severija Janušauskaitė | umělkyně Svetlana Sorokina                |
| Ivan Shvedoff          | Alexej Kardakov                           |
| Hannah Herzsprung      | Helga Rathová                             |
| Lars Eidinger          | průmyslník Alfred Nyssen                  |
| Benno Fürmann          | vládní rada Wendt                         |
| Mišel Matičević        | Edgar Kasabian                            |
| Ronald Zehrfeld        | Walter Weintraub                          |
| Meret Becker           | herečka Esther Kasabian                   |